# Список эпизодов телесериала «Пространство»
Список эпизодов американского телесериала «Пространство» (англ. The Expanse). Показ сериала начался 14 декабря 2015 года.
С ноября 2020 года ведутся съёмки шестого сезона сериала, который должен стать последним.

## Обзор сезонов
| Сезон | Сезон | Эпизоды | Оригинальная дата выхода | Оригинальная дата выхода | Телеканал   |
| Сезон | Сезон | Эпизоды | Премьера сезона          | Финал сезона             | Телеканал   |
| ----- | ----- | ------- | ------------------------ | ------------------------ | ----------- |
|       | 1     | 10      | 14 декабря 2015          | 2 февраля 2016           | Syfy        |
|       | 2     | 13      | 1 февраля 2017           | 19 апреля 2017           | Syfy        |
|       | 3     | 13      | 11 апреля 2018           | 5 июля 2018              | Syfy        |
|       | 4     | 10      | 13 декабря 2019          | 13 декабря 2019          | Prime Video |
|       | 5     | 10      | 16 декабря 2020          | 3 февраля 2021           | Prime Video |
|       | 6     | 6       | 6 декабря 2021           | 14 января 2022           | Prime Video |

## Эпизоды

### Сезон 1 (2015-2016)
Первый сезон в общих чертах следует событиям первой половины книги «Пробуждение Левиафана».
| № общий | № в сезоне | Название                                      | Режиссёр        | Автор сценария                      | Дата премьеры   | Зрители в США (млн) |
| --- | ---------- | --------------------------------------------- | --------------- | ----------------------------------- | --------------- | ------------------- |
| 1 | 1          | «Дульсинея» «Dulcinea»                        | Терри Макдоно   | Марк Фергюс и Хоук Остби            | 14 декабря 2015 | 1,19                |
| На борту неизвестного космического корабля девушка в костюме члена экипажа корабля «Скопули» выбирается из камеры и обнаруживает, что корабль пуст. На карликовой планете Церера детектив Миллер получает задание найти Жюли Мао и вернуть её богатым родителям на Луне. В Нью-Йорке представитель ОНН Крисьен Авасарала допрашивает захваченного члена террористической организации жителей пояса астероидов «Союз Внешних Планет» (СВП) о контрабандной технологии «стелс», которую тот вёз. По пути на Цереру корабль под названием «Кентербери», перевозящий лёд, получает сигнал бедствия от грузового судна «Скопули». Капитан «Кентербери» считает, что это ловушка пиратов, и приказывает удалить запись о сигнале бедствия из бортового журнала. Помощник капитана офицер Джим Холден тайно восстанавливает запись и отправляет её в штаб, после чего капитан вынужден провести спасательную операцию. Используя челнок «Рыцарь», помощник капитана Джим Холден, инженер Наоми Нагата, механик Эймос Бартон, пилот Алекс Камала и медик Чед Карви отправляются на «Скопули». Они находят пустой корабль с активированным на мостике маяком. «Кентербери» замечает идущий к «Скопули» неизвестный корабль, который, скорее всего, находился в засаде. Неизвестный корабль производит залп ядерными торпедами по «Кентербери», в результате чего «Кентербери» взрывается, а челнок со спасательной командой получает повреждения от обломков и взрывной волны. |            |                                               |                 |                                     |                 |                     |
| 2 | 2          | «Большая пустота» «The Big Empty»             | Терри Макдоно   | Марк Фергюс и Хоук Остби            | 15 декабря 2015 | 0,85                |
| Миллер расследует дело о воровстве воды на Церере, которая нормирована из-за катастрофы «Кентербери». В квартире Жюли Мао он находит подтверждение тому, что она была на борту «Скопули». На Земле Авасарала посылает схваченного агента СВП на Луну, так как на этом настаивает первый заместитель Генерального секретаря Кадавер Эрринрайт, который напоминает, что пытки гравитацией запрещены, а специалисты с Луны, по его мнению, смогут добиться большего. Пленник совершает самоубийство во время полёта. В поясе астероидов челнок «Рыцарь» повреждён обломками «Кентербери». Выпуская часть воздуха, выжившие чинят аварийную антенну и посылают сигнал бедствия, на который откликнулся флагман марсианского флота «Доннаджер». Нагата идентифицирует аварийный маяк с борта «Скопули» как марсианскую военную технологию. Холден, опасаясь смерти, передаёт сообщение об этом всей Солнечной системе в качестве страховки. |            |                                               |                 |                                     |                 |                     |
| 3 | 3          | «Не забудем Кент» «Remember the Cant»         | Джефф Вулнаф    | Робин Вейт                          | 22 декабря 2015 | 0,68                |
| Холден передаёт по радио на всю Солнечную систему сообщение, в котором обвиняет Марс в уничтожении «Кентербери». Передача Холдена вызывает протесты на Церере. В ходе ожесточённых беспорядков партнёра Миллера Хэвлока ранят. Человек по прозвищу «Ночной бандит 31», знакомый с Мао, убит. Авасарала проверяет свою теорию о причастности Марса к нападениям, снабжая ложной информацией знакомого дипломата о краже террористами СВП технологии стелс у Марса. Дипломат связывается с Марсом, и там проверяют все заводы, из чего Авасарала делает вывод, что марсиане непричастны к нападениям. На борту военного марсианского корабля «Доннаджер» выживших с «Кентербери» допрашивают по одному. Марсиане подозревают, что Нагата — член СВП. Офицеры корабля сообщают Холдену, что не причастны к нападению на «Кентербери» и требуют от него опровержения. Марсиане показывают Холдену приближающееся к «Доннаджеру» неизвестное судно. |            |                                               |                 |                                     |                 |                     |
| 4 | 4          | «Ближний бой» «CQB»                           | Джефф Вулнаф    | Нарен Шанкар                        | 29 декабря 2015 | 0,63                |
| На Церере Миллер идентифицирует мертвеца «Ночной Бандит 31» как продавца информации с имплантированным зашифрованным хранилищем памяти. В поясе астероидов преследователь «Доннаджера» оказывается группой кораблей-невидимок того же типа, что напал на «Кентербери». В результате боя марсианский корабль получает тяжёлые повреждения, а Чет Карви погибает. Так как «Доннаджер» взят на абордаж, выживший экипаж «Кентербери» эвакуирован по приказу капитана. Чтобы избежать захвата, капитан «Доннаджера» отдаёт приказ уничтожить своё судно, Холдену и его команде удаётся бежать на борту небольшого корвета. Вдали, на станции «Тихо», строится большой корабль для Церкви мормонов, руководитель строительства, Фред Джонсон, следил за боем. |            |                                               |                 |                                     |                 |                     |
| 5 | 5          | «Возвращение к мяснику» «Back to the Butcher» | Роберт Либерман | Дан Новак                           | 5 января 2016   | 0,63                |
| Десять лет назад во время переговоров с взбунтовавшимися рабочими станции «Андерсон» полковник морской пехоты ООН Фред Джонсон отдал приказ уничтожить станцию, несмотря на попытки рабочих сдаться, а в настоящем предлагает свою помощь выжившим с «Кентербери». Выжившие с «Кентербери» принимают предложение лидера СВП Фреда Джонсона, и, прежде чем лететь на станцию «Тихо», меняют имя корабля с «Тачи» на «Россинант». На Церере Миллер находит доказательства причастности Жюли Мао к СВП, его пытается завербовать местный руководитель организации Андерсон Доус. Позже Миллера похищают посреди улицы, допрашивают и пытаются убить. |            |                                               |                 |                                     |                 |                     |
| 6 | 6          | «Модификация» «Retrofit»                      | Роберт Либерман | Джейсон Нинг                        | 12 января 2016  | 0,71                |
| Миллер находит карту памяти с видеозаписью об открытии неким учёным неизвестного организма. Босс Миллера увольняет его с работы. Холден и экипаж прибывают на станцию «Тихо», Фред Джонсон планирует использовать показания Холдена в ООН. Холден заключает договор с Фредом Джонсоном, рассказывая всё, что он знает о разрушении «Кентербери» и корабля «Доннаджер». Джонсон убеждён, что ни Земля, ни Марс не стоят за нападениями на корабли. Авасарала хочет получать сведения о Фреде Джонсоне от шпиона ООН, находящегося на станции «Тихо», и, оказывая давление на администратора ООН Карлоса Давило, добивается своего. |            |                                               |                 |                                     |                 |                     |
| 7 | 7          | «Ветряные мельницы» «Windmills»               | Билл Джонсон    | Дэниел Абрахам и Тай Франк          | 19 января 2016  | 0,50                |
| По просьбе Фреда Джонсона экипаж «Россинанта» покидает «Тихо», чтобы найти некого Лайонела Полянски, единственного выжившего со «Скопули». Авасарала, побеседовав с семьёй Холдена, приходит к выводу, что тот не может быть террористом, однако администрация ООН отдаёт приказ о ликвидации Джеймса. Миллер решает довести до конца своё последнее дело. Выяснив, что след Жюли Мао ведёт на астероид Эрос, детектив покидает Цереру. |            |                                               |                 |                                     |                 |                     |
| 8 | 8          | «Трофей» «Salvage»                            | Билл Джонсон    | Робин Вейт                          | 26 января 2016  | 0,72                |
| Прибыв по переданным Джонсоном координатам, Холден обнаруживает небольшой астероид, к которому пришвартован корабль «Анубис», уничтоживший «Скопули» и «Кентербери». Корабль безлюден и обесточен, а его реактор опутывает неизвестная органическая субстанция. Холден узнаёт, что как минимум один человек покинул «Анубис» на спасательном челноке. Экипаж «Россинанта» отправляется к ближайшей станции, Эросу, где сталкивается с Миллером. Выяснив, в каком отеле зарегистрировался «Лайонел Полянски», Холден и Миллер находят там мёртвую Жюли Мао. Тело девушки обросло той же органикой, что и реактор «Анубиса». |            |                                               |                 |                                     |                 |                     |
| 9 | 9          | «Критическая масса» «Critical Mass»           | Терри Макдоно   | Робин Вейт, Дан Новак, Нарен Шанкар | 2 февраля 2016  | 0,55                |
| Джонсон передаёт обращение, в котором утверждает, что корабли-невидимки были построены на земных верфях. Под прикрытием взрыва корабля и радиационной утечки наёмники отца Жюли Мао устанавливают на Эросе карантин. Экипаж «Россинанта» и Миллер пытаются добраться до корабля, находящегося в доках. Миллер и Холден получают смертельную дозу радиации, пытаясь спасти людей. |            |                                               |                 |                                     |                 |                     |
| 10 | 10         | «Пробуждение Левиафана» «Leviathan Wakes»     | Терри Макдоно   | Марк Фергюс и Хоук Остби            | 2 февраля 2016  | 0,55                |
| Миллер и Холден, страдающие от последствий лучевой болезни, ищут путь к кораблю. Миллер видит галлюцинации, в которых ему является Жюли Мао. Эймос убивает друга Миллера Сэмми, который угрожал пистолетом Нагате, требуя от неё покинуть Эрос без Холдена. Весь Эрос заражён неизвестным организмом, и брошенный там Кензо становится очередной его жертвой. |            |                                               |                 |                                     |                 |                     |

### Сезон 2 (2017)
Второй сезон завершает события книги «Пробуждение Левиафана» и начинает сюжетные линии «Войны Калибана», а также адаптирует рассказ «Драйв».
| № общий | № в сезоне | Название                                         | Режиссёр        | Автор сценария                           | Дата премьеры   | Зрители в США (млн) |
| --- | ---------- | ------------------------------------------------ | --------------- | ---------------------------------------- | --------------- | ------------------- |
| 11 | 1          | «Сейф» «Safe»                                    | Брек Айснер     | Марк Фергюс и Хоук Остби                 | 1 февраля 2017  | 0,700               |
| Сезон открывается с того, что сержант Марсианской Морской артиллерии Бобби Дрейпер и ее команда проходят боевую подготовку на Марсе. Они направляются на исследовательскую станцию "Феба", которая, как сообщалось ранее, подверглась нападению. Организация Объединенных Наций обсуждает блокирование развертывания флота MCRN. Авасарала поддерживает эту меру, но в частном порядке считает, что ее готовит Эрринрайт в качестве козла отпущения, и нанимает частную охрану. Корабль MCRN стреляет по кораблю UNN. ООН решает не стрелять в ответ, полагая, что марсианские ракеты просто бряцают оружием. Ракеты проходят мимо корабля UNN и уничтожают станцию Феба. Дрейпер обсуждает со своим командиром вероятность войны с Землей и считает, что для Марса эта война — лучшее решение, но ее командир Саттон говорит, что войны с Землей следует избегать. Холден и Миллер выздоравливают после лучевой болезни; у Миллера и Эймоса возникают сильные разногласия, которые утрясает Наоми. Команда "Росинанта" находит образец протомолекулы в криогенном сейфе, извлеченном с "Анубиса", и решает спрятать его в поле обломков. Наоми и Холден ремонтируют "Росинант", и их личные отношения углубляются. Алекс готовит лазанью для экипажа "Росинанта", и за ужином напряжение спадает. |            |                                                  |                 |                                          |                 |                     |
| 12 | 2          | «Двери и углы» «Doors & Corners»                 | Брек Айснер     | Дэниел Абрахам и Тай Франк               | 1 февраля 2017  | 0,700               |
| Авасарала нанимает внештатного шпиона Котьяра Гази. Прибытие экипажа "Росинанта" на станцию Тихо проходит напряженно, но ситуация разряжается с объяснением того, что происходит на Эросе и куда идут данные. Фред Джонсон собирает ударную группу из соперничающих фракций альянса внешних планет, убивая одного из их лидеров в процессе. «Росинант» назначается ударной силой миссии в штурме станции Тот, отвлекая оборону станции и расчищая путь для абордажной группы. Станция не готова защищаться и легко попадает в руки команды. Происходит захват ведущего ученого проекта, Дрездена, и подчиненного, Кортасара; Дрездену неинтересно, кто такие захватчики, пока он может продолжать свою работу. Дрезден объясняет источник, опасности и возможности протомолекулы и пытается убедить Холдена и Джонсона позволить ему продолжить проект, но Миллер стреляет ему в голову. |            |                                                  |                 |                                          |                 |                     |
| 13 | 3          | «Помехи» «Static»                                | Джефф Вулнаф    | Робин Вейт                               | 8 февраля 2017  | 0,587               |
| Земля уничтожает спутник Марса Деймос в ответ на ядерную атаку MCRN на Фебу. Это создает напряженность в команде Бобби Дрейпер. Холден и его команда возвращаются на станцию Тихо, злясь на Миллера за убийство Дрездена, ведущего ученого по проекту протомолекулы. Фред Джонсон предлагает Миллеру безопасный выход из Тихо, но расследование Миллера показывает, что против Эроса должны быть приняты меры. Джонсон и Холден приходят к тому же выводу, когда Эймос выясняет, как заставить заговорить захваченного ученого Кортасара. Миллер понимает, что Эрос должен быть уничтожен, и что у Фреда Джонсона есть оборудование, необходимое для этого: гигантский корабль «Наву». |            |                                                  |                 |                                          |                 |                     |
| 14 | 4          | «В добрый путь» «Godspeed»                       | Джефф Вулнаф    | Дэн Новак                                | 15 февраля 2017 | 0,534               |
| Миллер предлагает Фреду Джонсону использовать построенный сектой мормонов для "столетнего путешествия к новому миру" гигантский корабль "Наву", чтобы столкнуть им астероид Эрос с орбиты и направить в Солнце. Джонсон принимает план и запускает "Наву", предварительно эвакуировав из него всех людей. Также к Эросу отправляются "Росинант" и "Моллинари" для размещения на Эросе ядерных бомб, чтобы заблокировать взрывами выходы из внутренних помещений станции-астероида. Прибыв к Эросу, экипаж "Росинанта" обнаруживает скрывающийся корабль "Марасмус", командир которого заявляет, что это спасательная миссия врачей-волонтеров, у которых не получилось проникнуть внутрь Эроса. Холден приказывает им улетать, но одновременно с этим Миллер, управляющей командой подрывников, находит взломанный шлюз во внутренние помещения Эроса, и пораженный протомолекулой труп в скафандре "Марасмуса". Подозревая, что врачи обманули его и проникли на Эрос, Холден приказывает "Марасмусу" сдаться, но получает отказ и уничтожает улетающий корабль, предполагая, что его команда заражена и может распространить инфекцию дальше по Системе. Обломки взорванного "Марасмуса" повреждают панель управления одной из бомб, устанавливаемых Миллером, и чтобы она не сдетонировала, Миллер вынужден остаться и ежеминутно вручную отключать автодетонатор. Эрос самостоятельно уклоняется от столкновения с "Наву", нарушив законы физики, сходит с орбиты и устремляется к Земле на высокой скорости. Миллер остается на поверхности астероида, не ощущая перегрузок, свойственных такому ускорению. |            |                                                  |                 |                                          |                 |                     |
| 15 | 5          | «Дом» «Home»                                     | Дэвид Гроссман  | Марк Фергус и Хоук Остби                 | 22 февраля 2017 | 0,600               |
| После неудачной попытки сбить с помощью корабля "Наву" астероид Эрос с орбиты и отправить в Солнце, Эрос самостоятельно изменил курс, и, резко ускоряясь, полетел в сторону Земли. Совет ООН запустил половину ядерного потенциала планеты в Эрос, но астероид нарушил законы физики и перестал быть видимым для систем наведения. Команда "Росинанта" и Миллер приняли решение о том, что Миллер, находящийся на Эросе и контролирующий ядерную бомбу с неисправным блоком управления, доставит эту бомбу в центр активности протомолекулы и взорвет ее. Придя на место назначения, Миллер обнаруживает там перерожденную протомолекулой Джули Мао, убеждает ее воздействовать на астероид и направить его вместо Земли на Венеру. Эрос падает на поверхность Венеры и взрывается. |            |                                                  |                 |                                          |                 |                     |
| 16 | 6          | «Смена парадигмы» «Paradigm Shift»               | Дэвид Гроссман  | Нарен Шанкар                             | 1 марта 2017    | 0,625               |
| Во флэшбеке рассказываются события 137 летней давности — испытание марсианином Соломоном Эпштейном безинерционного двигателя, который, по его задумке, в будущем обеспечит независимость Марса от Земли. Отряд Бобби на «Сирокко» прибывает на спутник Юпитера Ганимед, чьи сельскохозяйственные предприятия совместно управляются Землёй и Марсом. 30 земных ядерных ракет так и не самоликвидировались, оказавшись в руках Фреда Джонсона для защиты Пояса от Марса и Земли. Экипаж «Росинанта» решает уничтожить образец протомолекулы, выбросив её на поверхность Солнца. В ходе патрулирования отряд Бобби замечает следящий за ними челнок колонистов, а также бегущих к ним и стреляющих морпехов ООН, неожиданно глушится связь. На орбите Ганимеда флоты МКР и ООН начинают сражение, в ходе которого разрушенные орбитальные зеркала падают на колонию. Очнувшаяся после ранения Бобби обнаруживает лежащих рядом убитых сослуживцев и стоящее над ней человекоподобное существо. |            |                                                  |                 |                                          |                 |                     |
| 17 | 7          | «Седьмой человек» «The Seventh Man»              | Кеннет Финк     | Джорджия Ли                              | 8 марта 2017    | 0,451               |
| Бои на Ганимеде стали причиной гуманитарной катастрофы, коснувшейся населения Пояса. Начинаются мирные переговоры между Землёй и Марсом, предложение Джонсона Андерсону Доусу представлять там Пояс вызывает негативную реакцию последнего. Марс признаёт свою ответственность за инцидент, хотя Бобби вспоминает, что морпехи ООН вели стрельбу по своим преследователям, а не по марсианам. Доус покидает станцию «Тихо» вместе с Кортазаром, их начинает преследовать «Россинант». |            |                                                  |                 |                                          |                 |                     |
| 18 | 8          | «Погребальный костёр» «Pyre»                     | Кеннет Финк     | Робин Вейт                               | 15 марта 2017   | 0,460               |
| Доктор Менг с Ганимеда потерял свою дочь. На грузовом корабле с беженцами он становится свидетелем убийства всех планетян. Наоми получает информацию, что следы протомолекулы обнаружились на Ганимеде. Холден с Наоми ищут на Ганимеде сотрудников, который могут быть причастны к Протомолекуле. След приводит их к Доктору Менгу. После сообщения Доуса Джонсону на Тихо возникает мятеж, который помогают пресечь Холден и его Команда. |            |                                                  |                 |                                          |                 |                     |
| 19 | 9          | «Плачущий лунатик» «The Weeping Somnambulist»    | Микаэль Саломон | Хэлли Ламберт                            | 22 марта 2017   | 0,471               |
| Приближаясь к Юпитеру, команда "Росинанта" понимает, что их корабль слишком заметен, поэтому они реквизируют корабль Weeping Somnambulist («Плачущий лунатик», далее просто «Лунатик»). Делегация Марса прибывает на Землю для мирных переговоров, и Бобби Дрейпер даёт показания, которые заставляют думать, что Марс начал битву за Ганимед случайно. Алекс берет "Росинант", чтобы спрятаться за луной Юпитера, ожидая вызова от команды для захвата или спасения, но Пракс не впечатлён стратегией команды. По прибытии Холден и Эймос понимают, что с «Лунатиком» что-то не так, и при попытке вмешаться один из членов его команды погибает. Исследовательское судно "Арбогаст" на орбите Венеры, обнаруживает, что зона воздействия Эроса изобилует необъяснимой активностью. Эту информацию Авасарала сопоставляет с показаниями Бобби Дрейпер и понимает, что Солнечная система всё ещё в опасности. |            |                                                  |                 |                                          |                 |                     |
| 20 | 10         | «Каскадный эффект» «Cascade»                     | Микаэль Саломон | Дэн Новак                                | 29 марта 2017   | 0,573               |
| Несмотря на распоряжения руководства, Бобби покидает свой номер, чтобы увидеть океан. По дороге она узнаёт о положении местного населения. Эрринрайт признаётся Авасарале в оказании помощи Мао во время инцидента на Эросе. Рассказ Бобби наводит Крисьен на мысль, что увидённое той существо было новым оружием для Марса. На Ганимеде Эймосу удаётся получить видеозапись, на которой доктор уводит Мэй в старую часть станции. Пракс выясняет, что экосистеме станции нанесён непоправимый урон. Находящийся на «Россинанте» Алекс слышит сообщение боевых кораблей Марса, объявляющих Ганимед зоной вне полёта. |            |                                                  |                 |                                          |                 |                     |
| 21 | 11         | «Здесь обитают драконы» «Here There Be Dragons»  | Роб Либерман    | Джорджия Ли                              | 5 апреля 2017   | 0,504               |
| Бобби выбивает у капитана Мартинса признание, что проект «Калибан» разрабатывался для Марса задолго до Ганимеда, где гибрид прошёл боевое крещение. Выкрав конфиденциальную информацию, она получает политическое убежище в ООН. Жюль-Пьер Мао предлагает Авасарале встретится в нейтральной зоне для переговоров. Алекс использует спутники Юпитера в качестве гравитационной рогатки для прибытия на Ганимед в обход патрулей МКР. В старой части станции обнаруживаются вооружённые люди и учёные, а также криокапсулы с детьми. Экипаж понимает: детям жителей астероидов с ослабленной иммунной системой намеренно внедряли протомолекулу. В ходе перестрелки учёных и наёмников убивает протомолекулярное существо, сбегающее на поверхность Ганимеда. «Арбогаст» с помощью зонда обнаруживает на поверхности Венеры созданную протомолекулой структуру. Наоми и Эймос решают эвакуировать людей с погибающей станции, в то время как Холден, Прекс и Алекс начинают преследовать существо. |            |                                                  |                 |                                          |                 |                     |
| 22 | 12         | «Чудовище и ракета» «The Monster and the Rocket» | Роб Либерман    | Марк Фергус и Хоук Остби                 | 12 апреля 2017  | 0,515               |
| Мао в обмен на реабилитацию и разморозку активов обещает предоставить доступ к протомолекуле и Земле, и Марсу, тем самым предотвратив их будущую войну на уничтожение. Прекс предлагает не убивать существо, ведь им может оказаться его дочь. Эрринрайт в ходе личной встречи с министром обороны Марса Коршуновым отравляет его токсином, обставив всё как сердечный приступ. После этого чиновник поручает уничтожить секретный корабль марсиан, направлявшийся на Ганимед за протомолекулярным существом. Наоми и Эймос чинят «Паломника», но в нём есть воздух только для 52 беженцев. Эрринрайт выходит на связь с переговорщиками и приказывает Мао убить Авасаралу. После выхода «Паломника» на орбиту Ганимеда его атакует блокадный флот Марса, но «Россинант» спасает корабль, пригрозив применить имеющийся на борту арсенал. Протомолекулярное существо смогло спрятаться на борту «Россинанта». |            |                                                  |                 |                                          |                 |                     |
| 23 | 13         | «Война Калибана» «Caliban's War»                 | Тор Фройденталь | Дэниел Абрахам, Тай Франк и Нарен Шанкар | 19 апреля 2017  | 0,581               |
| В грузовом отсеке «Россинанта» обнаруживается протомолекулярное существо, которое, ранив Холдена, начинает пробиваться к реактору корабля. Несмотря на ранение Котяра в перестрелке с людьми Мао, Бобби с помощью силовой брони удаётся спасти Авасаралу. Осознав, что существо питается радиацией, экипаж выманивает его в открытый космос с помощью заряда с ядерной начинкой, после чего сжигает с помощью главного двигателя корабля. «Арбогаст» начинает посадку на Венеру, в ходе которой неведомая сила останавливает его спуск и начинает разбирать на части; судьба команды неизвестна. Наоми признаётся в том, что отдала свой образец протомолекулы Фреду Джонсону для защиты Пояса. На Ио доктор Стрикланд помещает Мэй в стазис, как и несколько других детей. |            |                                                  |                 |                                          |                 |                     |

### Сезон 3 (2018)
Третий сезон завершает сюжетные линии «Войны Калибана» в эпизодах 1–6 и использует материал из «Врат Абаддона» для оставшихся эпизодов.
241«Бей или беги»
«Fight or Flight»Брек АйснерМарк Фергюс и Хоук Остби11 апреля 20180,653
Земля объявляет Марсу войну. Команда Россинанта для конспирации меняет имя корабля с Россинанта на Конторту,  в честь сосны, семена которой могут развиваться, только опаленные огнём. Команда проводит ремонт и выжигает все следы протомолекулы, пропуская один скрытый очаг. Команда в раздрае после признания Наоми, что она отдала протомолекулу астероидянам. Фред Джонсон пытается договориться с Доусом о союзе. Эрринграйт обвиняет Авасаралу в заговоре против Правительства Земли, и добивается распоряжения от главы ООН об аресте Крисьен. Авасарала и Бобби спасаются на гоночной яхте Мао, а на Россинанте команда назло Наоми принимает решение полететь на Ио на старый завод Мао, где могут прятать дочь Пракса.
252«Свой-чужой»
«IFF»Брек АйснерТай Франк и Дэниел Абрахам18 апреля 20180,500
Поскольку мирные жители Земли все больше опасаются войны с Марсом, Эстебан вызывает старого друга методистского пастора и доктора Аннушку «Анну» Воловодову; чтобы помочь убедить людей в том, что Бог на стороне Земли. Анна раздражает Эрринрайта, призывая к сдержанности. Жюль-Пьер Мао посещает доктора Стрикленда на Ио, рассматривая вопрос о закрытии всего проекта, хотя Стрикленд показывает, что дети Ганимеда могут быть контролируемыми хозяевами для протомолекулы, включая Мэй. Преследуя «Рейзорбек», люди Эрринрайта снова стреляют, и тело Авасаралы не может выдержать силу ускорения, необходимую для побега. Бобби посылает марсианский сигнал бедствия, который принимает команда Холдена. Холден и Амос хотят игнорировать это, а Алекс и Наоми хотят помочь. Пракс прерывает связь и решает помочь им. Холден запускает торпеды вокруг «Рейзорбека» в качестве щита, а затем использует взрыв для укрытия, чтобы подобраться поближе и вывести из строя двигатели корабля ООН. После того, как Амос спас ему жизнь, Пракс признаёт, что боится того, что он обнаружит на Ио, хотя Амос говорит, что Пракс не должен отказываться от своей дочери. Когда Авасарала теряет сознание, её и Бобби подбирают ошеломленный Холден и команда.
263«Гарантированное уничтожение»
«Assured Destruction»Тор ФройдентальДэн Новак25 апреля 20180,553
Эрринрайт наносит превентивный удар по дальним возможностям Марса. Анна говорит Эстебану забрать как можно меньше жизней, поэтому он отказывается. Эрринрайт говорит Эстебану, что он должен положить конец этой войне, чтобы объединить человечество против всего, что исходит от Венеры, поэтому Эстебан заставляет Землю атаковать. Неисправность позволяет одной марсианской ракете убить два миллиона человек в Южной Америке, что Эрринрайт раскрывает Анне. Сигнал Котьяра и Тео достигает корабля ООН «Агата Кинг». Котьяр убивает Тео, чтобы сохранить тайну смерти Авасаралы. Адмирал ООН Нгуен считает, что Авасарала жива и является предателем и готовится предъявить Котьяру обвинение в государственной измене. Капитан Саутер из «Агаты Кинг» верит рассказу Котьяра об Эрринрайте, но Нгуен принимает командование и приказывает кораблю отправиться на Ио. Мао начинает сближаться с Мэй. Он требует, чтобы проект был закрыт, когда инфицированный ребенок начинает умирать. Авасарала выздоравливает и рассказывает команде о роли Мао и Бобби на Ганимеде. Холден по-прежнему не хочет ввязываться в войну. Алекс получает сообщение от своей семьи, что он им больше не нужен. Авасарала возмущена, что Наоми передала протомолекулу Фреду Джонсону. Наоми клянется, что никогда не позволит Авасарале или Земле получить образцы протомолекулы.
274«Перезагрузка»
«Reload»Тор ФройдентальРобин Вейт2 мая 20180,590
Драммер забирает «Наву». Эстебан произносит речь Анны, но она исправлена Эрринрайтом, чтобы еще больше оправдать разрушение Марса перед тем, как иметь дело с Венерой. Анна испытывает отвращение и готовится уйти. У экипажа очень мало топлива, и он готовится принять его с побежденного марсианского корабля, но находит троих выживших марсианских пехотинцев. Авасарала убеждает Холдена отправить запись об измене Эрринрайта Анне, чтобы она могла дозвониться до Эстебана; шокируя ее, когда она собирается уходить. Трем марсианам неприятно, что они находятся на украденном марсианском военном корабле. Они хотят захватить его, избив Алекса и взяв его и Наоми в заложники. Только Бобби может их уговорить. Холден отремонтировал марсианский корабль, чтобы они могли воссоединиться со своим флотом, дав им копию записи Эрринрайта, чтобы передать их капитану, которому Авасарала хочет передать "Агату Кинг". На Ио доктор Стрикленд тайно продолжает работать с инфицированным другом Мэй. Мао сначала приходит в ярость, но когда видит, что мальчик общается с протомолекулой на Венере и обучаясь, вырывая и разбирая органы своей медсестры, Мао понимает, что это ключ ко всему.
285«Тройная точка»
«Triple Point»Джефф ВулнафДжорджия Ли9 мая 20180,555
Марсианские морпехи передают запись Эрринрайта капитану марсианского корабля "Хаммурапи". Авасарала признает, что Земле нужен образец протомолекулы, но она хочет объединить человечество и нуждается в помощи Холдена, чтобы положить конец войне. Наоми объясняет Холдену, почему она отдала образец протомолекулы Поясу; у нее есть маленький сын в Поясе, и она считала, что, отдав протомолекулу Астроидянам, она пыталась защитить сына. В лаборатории мальчик говорит Мао, что работа над Венерой почти завершена. Мао приказывает заразить следующего субъекта, Мэй. Адмирал Нгуен приказывает Мао передать ему контроль над протомолекулярными монстрами. Саутер и его команда пытаются поднять мятеж, объявляя Земле и Марсу, что они хотят отступить, но Нгуен убивает Саутера и тех, кто ему предан. Корабли флота ОНН открывают огонь друг по другу. Хаммурапи предлагает помощь любому земному кораблю, желающему отступить. Раненый Нгуен запускает ракеты, содержащие протомолекулярных монстров.
296«Жертвоприношение»
«Immolation»Джефф ВулнафАлан ДиФиоре16 мая 20180,609
Полагая, что группа Холдена - это марсианские морпехи, Мао и Стрикленд готовятся использовать детей в качестве заложников. Мальчик-гибрид нападает на Бобби. Ракета поражает "Агату Кинг" и заражает ее. Холден захватывает Мао. Амос убивает Стрикленда. Зараженный Котьяр уничтожает "Агату Кинг", чтобы остановить протомолекулу. Наоми рассказывает Джонсону о гибридных ракетах, и он их уничтожает. На Земле Анна разоблачает Эрринрайта, который признает свою измену. Эстебан приказывает арестовать Эрринрайта. Мао доставляют к Авасарале в качестве пленника, Бобби выздоравливает с Алексом, Пракс проводит время с Мэй, а Холден воссоединяется с Наоми. Большая протомолекулярная структура взлетает с поверхности Венеры.
307«Орбитальные маневры»
«Delta-V»Кеннет ФинкНарен Шанкар23 мая 20180,625
Протомолекула образует Кольцо - структуру, вращающуюся по орбите за пределами Урана. Земля, Марс и Пояс отправляют флотилию для расследования. СВП признано правительством Пояса, возглавляемым Андерсоном Доусом и Фредом Джонсоном. Анна летит на Кольцо с флотом ООН. Бобби, восстановленная в КМП (Корпус марсианских морпехов), работает в марсианском флоте. Марс подает в суд на команду Росинанта из-за корабля. Журналист и ее оператор допускаются на борт «Росинанта» в обмен на оплату судебных издержек съемочной группы. Росинант сопровождает флот СВП на Кольцо. Наоми и Драммер командуют флагманом СВП Бегемот (ранее Наву). Представитель Доуса, бывший пират Клаяс Эшфорд, назван первым офицером Драммера. Эшфорд подрывает Драммер, не позволяя ей выкинуть в открытый космос торговца наркотиками. Техническая бригада ООН, в состав которой входит Мельба Кох, отправлена на корабль поддержки наземного флота. Кох кладет бомбу на корабль и убивает сотрудника, который ее обнаруживает. Гоночный корабль астроидянина пролетает через Кольцо и мгновенно замедляется до почти полной остановки, убивая пилота. Холден, один в своей каюте на «Роси», видит Миллера, сидящего на своей кровати.
318«Оно посылает сигнал»
«It Reaches Out»Кеннет ФинкМарк Фергюс и Хоук Остби30 мая 20180,609
Мельба прячет тело убитого ею и возвращается к "Томасу Принцу". Она ненадолго знакомится с Анной. Холден продолжает сканировать себя на предмет дефектов мозга и заражения протомолекулой, но не находит ничего. Миллер появляется только тогда, когда он один. Используя метки времени из видеозаписи Моники, Холден определяет, что Миллер впервые появился, когда гонщик прошел сквозь Кольцо. Оператор Моники меняет схему на «Росинанте». Миллер говорит, что он следователь, и они с Холденом - инструменты для «этого», чтобы добраться до Кольца. Мельба уничтожает корабль  "Шонг Ын" и отправляет ложное сообщение, в котором Холден берет на себя ответственность. "Росинант" не в состоянии выразить доказать, что это подделка. По требованию "Бегемота" Эшфорд стреляет в Холдена, чтобы доказать, что СВП не с ним. Драммер отдает приказ. Корабль выходит из строя, но в конце концов загорается. Холдену удается уговорить Амоса дать ему минутку наедине, после чего Миллер говорит, что они должны целиться в кольцо, но они движутся слишком быстро. Холден убеждает Алекса притормозить и войти в Кольцо. Ускорение причиняет боль всем на борту. Корабль начинает входить в Кольцо с ракетой, следующей прямо за ним.329«Непреклонность»
«Intransigence»Дэвид ГроссманХолли Ламберт6 июня 20180,568
Ракета была остановлена и перенаправлена Кольцом, но "Росинант" не может связаться или получить доступ к какому-либо оружию. Марсианский корабль следует за ними внутрь Кольца; зонд касается края Кольца и исчезает. Оператор Коэн признается в саботаже корабля, но говорит, что ему нужна была только информация, и он никогда не встречал человека, который связался с ним, чтобы это сделать. Амос отправляет его и Монику с корабля, чтобы марсиане подобрали их, чтобы объяснить невиновность Холдена. Холден не может отремонтировать корабль без Наоми, и считает, что их единственный выход - сдаться марсианам. На "Бегемоте" Эшфорд разговаривает с Наоми, чтобы она поняла, что ее сердце все еще с "Росинантом". Драммер сплачивает астеров, чтобы они вышли на Кольцо, но позволяет Наоми вернуться на шаттле к своей старой команде, оказавшейся внутри. Воспоминания показывают, что Мельба - вторая дочь Жюля-Пьера Мао, которая никогда не могла получить его одобрение, поскольку он предпочитал Джули. Мельба намеревается уничтожить Холдена ради своего отца. Мирные жители Земли эвакуированы с Кольца, но Анна может остаться. Миллер просит Холдена исследовать центр карманного измерения, с которым соединяется Кольцо. Холден отделяется от корабля и идет к станции в центре.
3310«Небо в одуванчиках»
«Dandelion Sky»Дэвид ГроссманДжорджия Ли13 июня 20180,615
Томас Принс входит в Кольцо. Анна и другие члены экипажа предполагают, что Кольцо пытается изолировать потенциальные угрозы. Подруга Анны Тилли узнает в Мельбе Клариссу Мао и противостоит ей. Кларисса атакует Тилли, чтобы ее не раскрыли. Следователь признает, что он всего лишь конструкция в мозгу Холдена, пытающаяся выполнить миссию протомолекулы по раскрытию того, что случилось с древней цивилизацией. Когда Холден идет к станции в центре карманного измерения, он касается цепи, показывая последние мысли Миллера, чтобы заставить Холдена подчиниться. Считая Холдена сумасшедшим, марсианская команда, включая Бобби, следует за ним. Они стреляют в Холдена, но пули останавливаются в воздухе, а марсианский лейтенант разбирается и поглощается станцией, когда он бросает гранату. Станция заставляет все корабли еще больше замедлиться, прерывая атаку Клариссы на Тилли. Холден касается схемы, и ему показывают видения с точки зрения протомолекулы. Ему показывают предыдущие события в обратном порядке, прежде чем он становится свидетелем событий далекого прошлого, взрыва планет и связи с далеким космосом, и, наконец, теряет сознание.
3411«Павший мир»
«Fallen World»Дженнифер ФангДэн Новак20 июня 20180,670
Массовое резкое торможение привело к гибели и тяжелым ранениям всех кораблей; без силы тяжести внутренние раны не дреннируются, а это означает, что многие умрут. Наоми возвращается в «Росинант», лечит раненых Амоса и Алекса. На Бегемоте Драммер и Эшфорд прижаты к противоположным сторонам большой части оборудования, работая вместе, чтобы попытаться освободиться и узнать друг о друге. Драммер позволяет ему катиться вперед, сокрушая ее еще больше, чтобы дать кораблю капитана в лице Эшфорда. Освободившись, чтобы вылечить Драммера и остальных, Эшфорд приказывает барабану корабля создать вращающуюся гравитацию, открывая корабль для всех раненых. Оставив Тилли умирать, Кларисса понимает, что, когда все корабли тянутся к центру, она сможет сесть на «Росинант». Однако Тилли проживает достаточно долго, чтобы сказать Анне правду. Кларисса садится на корабль и нападает на Наоми в поисках Холдена, но Анна следует за ней и стреляет в нее сзади. На лодке Бобби Холден просыпается и говорит ей, что видел видение, в котором подробно описывается конец всего.
3512«Объединение»
«Congregation»Дженнифер ФангДэниел Абрахам & Тай Фрэнк27 июня 20180,730
Все садятся на Бегемот со всем оружием, захваченным СВП. Холден считается сумасшедшим, а Кларисса использует систему инъекций, чтобы ослабить ее способности. Она заперта напротив Холдена, и он не знает, кто она. Анна говорит ей, что все, на что она может сейчас надеяться, - это прощение. Холден говорит Эшфорду, что существа, создавшие Кольца и протомолекулу, каким-то образом были убиты и использовали Кольца для уничтожения планетных систем, пытаясь спастись. Драммер строит себе механические ноги с помощью Наоми, которую она позже воссоединяет с Холденом. Кларисса слышит мучения Холдена, когда он пытается заставить Миллера сказать ему, что делать дальше. Амосу нравится Анна. Техник с Земли решил отправить поврежденную лодку с ядерной ракетой, чтобы попытаться ослабить поле, блокирующее обездвиживающие корабли и блокирующее лазерную связь с внешним миром. В ответ станция начинает заряжать энергию. Эшфорд понимает, что станция намеревается уничтожить всю солнечную систему, и убеждает лидеров Земли и Марса уничтожить Кольцо с помощью лазера, спасая человечество ценой уничтожения всех, находящихся внутри Кольца.
3613«Врата Абаддона»
«Abaddon's Gate»Саймон Селлан ДжонсДэниел Абрахам & Тай Фрэнк и Нарен Шанкар27 июня 20180,606
Холден разговаривает с Миллером. Станция считает, что люди представляют собой угрозу, и лазер Эшфорда заставит его разрушить солнечную систему. Чтобы успокоить станцию, они должны отключить корабли. Холден, Наоми и Драммер штурмуют реакторную комнату Бегемота. Амос, Алекс, Анна и Моника передают другим кораблям сообщение с просьбой выключить питание. Эшфорд освобождает Клариссу для работы с лазером. Отряд Бобби отправляется остановить трансляцию Анны. Морские пехотинцы нападают на Бобби, которая защищает себя и Алекса. Диого атакует реакторную комнату в марсианской силовой броне. Наоми сокрушает его на лифте, чтобы спасти Драммер. Сообщение Анны убеждает другие корабли отключиться. Эшфорд приказывает убить Наоми и Холдена, но Кларисса спасает их и отключает "Бегемот". Станция выпускает все корабли. Он реактивирует оставшиеся кольца для 1300 обитаемых планетных систем. Бобби присоединяется к команде Росинанта. Холден говорит, что Миллер хотел раскрыть другие кольца и выяснить, что убило их создателей. Это дало человечеству возможность исследовать как часть своего плана. Росинант проходит через кольцевой барьер, в то время как Холден наблюдает, как какой-то призрачный объект, кажется, мчится к нему.
}}

### Сезон 4 (2019)
| № общий | № в сезоне | Название                                | Режиссёр       | Автор сценария                            | Дата премьеры   |
| --- | ---------- | --------------------------------------- | -------------- | ----------------------------------------- | --------------- |
| 37 | 1          | «Новая Терра» «New Terra»               | Брек Айснер    | Марк Фергюс и Хоук Остби                  | 13 декабря 2019 |
| Авасарала приказывает блокировать корабли поселенцев возле Пространства Кольца, опасаясь рисков расширения. Конвой астерских судов с беженцами с Ганимеда пытается прорвать блокаду; из немногих, кому это удалось, Барбапиккола приземляется на планете, которая называется «Илус». Авасарала отправляет туда Холдена в качестве своего посланника с остальной частью его команды, присоединяющейся к нему, чтобы определить возможное воздействие протомолекулы. Наоми начинает принимать лекарства, чтобы развить терпимость к гравитации, подобную земной. На Марсе Бобби разбирает списанные военные корабли, чтобы заработать себе на жизнь, недовольная своим положением. С действующим перемирием между Землей, Марсом и Поясом Эшфорд действует в качестве миротворца СВП, выслеживая и нейтрализуя отступников; Драммер командует бывшим Бегемотом, теперь переименованным в станцию Медина, которая контролирует пространство Кольца. Земной корабль «Эдвард Исраэль», переправляющий экспедицию Royal Charter Energy (RCE) при поддержке Земли и Марса, отправляет к Илусу шаттл, который разрушается во время его приземления; потеряно много жизней и припасов. Экипаж «Росинанта» прибывает на фоне напряженности между выжившими пассажирами шаттла и поселенцами астроидянами, которое перерастают в вооруженное противостояние; он прерывается, когда на поселение нападает рой инопланетных «жуков». |            |                                         |                |                                           |                 |
| 38 | 2          | «Сброшенный груз» «Jetsam»              | Брек Айснер    | Лаура Маркс                               | 13 декабря 2019 |
| Авасарала во время своего государственного визита на Марс приглашает Бобби на государственный банкет; на банкете Бобби получает отпор от марсиан и оскорбляется, когда понимает, что ее используют для демонстрации солидарности Авасаралы с Марсом; она отклоняет предложение о работе от Авасаралы. Бобби обнаруживает, что ее племянник, Дэвид, готовит незаконные «наркотики» для банды. Она заканчивает его участие, подчиняя тех, кто прибыл в банду, чтобы забрать наркотики, которые она случайно уничтожает. Экипаж Росинанта управляет продолжающейся напряженностью между Белтерами и Землянами; они идентифицируют «жуков» как проявление протомолекулы. Лекарства, которые принимала Наоми, оказались неэффективными. Амос и начальник службы безопасности Адольфус Мертри, руководитель экспедиции, идут на посадочную площадку, где идентифицируют падение шаттла как преднамеренное. Во время другого противостояния Мертри убивает Купа, Белтера. Холден, ведомый Миллером, входит в инопланетное строение возле поселения и удаляет корень, прорастающий через панель, активируя структуру; это вызывает серию ударов молнии по Илусу. |            |                                         |                |                                           |                 |
| 39 | 3          | «Движение по разломам» «Subduction»     | Дэвид Петрарка | Дэн Новак                                 | 13 декабря 2019 |
| Министр внутренних дел ООН Нэнси Гао уходит в отставку и баллотируется на пост генерального секретаря ООН против Авасаралы с политической платформой, выступающей за освоение пространства Кольца и других звездных систем. Помощники Авасаралы раскрывают кумовскую схему, которая пошла на пользу Гао в ее карьере; У Авасаралы есть доказательства тайной утечки. Бобби узнает, что банда похитила ее племянника Дэвида и заставила его отработать долг, возникший в результате уничтожения ею наркотиков. Детектив Эсай Мартин, главарь банды, соглашается освободить Дэвида, если Бобби поможет им украсть военное оборудование с ее рабочего места. После того, как она в конце концов подчиняется, Эсай отпускает его. Она отклоняет предложение Эсаи присоединиться к его банде. На Илусе в поселение ударила молния, повредив энергетическую инфраструктуру астроидян; Амос и Наоми помогают им отремонтировать его. Мертри вычисляет астеров, ответственных за сбитие шаттла, и приказывает их казнить. Холден в сопровождении Алекса и биолога доктора Элви Окойе находит еще одну инопланетную структуру, которая была активирована; он смещает широкие участки земли по мере продвижения к населенному пункту. Несмотря на протесты Окойе, Холден заставляет Алекса разрушить конструкцию торпедой из Росинанта. |            |                                         |                |                                           |                 |
| 40 | 4          | «Регрессия» «Retrograde»                | Дэвид Петрарка | Мэттью Расмуссен                          | 13 декабря 2019 |
| Драммер и Эшфорд задерживают Марко Инароса, пирата из СВП, бывшего любовника Наоми, который захватил колониальный корабль флота ООН «Странник», казнил его пассажиров и украл. Перед представителями фракции СВП (Драммер, Эшфорд и трое других) Инарос критикует перемирие и призывает к астроидянской солидарности. Если они оправдают его, он обещает отказаться от своих доходов от "Странника", который, как он утверждает, был разобран, и соблюдать перемирие, пока жители внутренних планет не нарушат его. Хотя Эшфорд и другой представитель голосуют за приговор Инароса к смертной казни, два других представителя голосуют за его оправдание. Драммер голосует за оправдание Инароса. Драммер говорит Эшфорд, что, если бы она проголосовала по-другому, это могло бы привести к расколу внутри СВП. Бобби увольняется с работы после попытки сообщить о материальной краже своему начальнику только для того, чтобы узнать, что он заинтересован в продаже большего количества украденных товаров. Вскоре после этого ее арестовывают за пособничество преступлению, предположительно по указанию своего начальника. Ее обвинения снимаются, как только она принимает предложение Эсаи. Наоми пытается помочь доктору Люсии Мазур, участнице в сбитии шаттла землян, сбежать от Мертри и его войск. Мёртри в конце концов отступает, когда вмешиваются Холден и Алекс и стреляют ракетой Росинанта по его силам. Наоми, Алекс и Люсия выходят на орбиту корабля, в то время как Холден остается на Илусе. |            |                                         |                |                                           |                 |
| 41 | 5          | «Угнетатель» «Opressor»                 | Брек Айснер    | Дэниел Абрахам и Тай Фрэнк                | 13 декабря 2019 |
| Первая публичная дискуссия Авасаралы и Гао, в ходе которой Авасарала обвиняет в кумовстве Гао, прервана угрозой безопасности. Неопознанный корабль, первоначально заявивший, что это гражданский корабль, испытывающий отказ системы, изменил курс на платформу защиты от астероидов Земли и замолчал. После того, как корабль идентифицирован как Странник, Авасарала приказывает его уничтожить. На Илусе земляне и астера сражаются в напряженной схватке. Холден раскрывает свою связь с инопланетянами и реактивацию инопланетной технологии поселенцам, чтобы убедить обе фракции покинуть Илус, но это не улучшает ситуацию. Люсия и ее муж Якоб спорят о ее участии во взрыве посадочной платформы и распаде их семьи. Чувствуя себя виноватой, Люсия пытается покончить жизнь самоубийством; Алекс и Наоми спасают ее. Наоми советует ей справиться с чувством вины, рассказав о собственных ошибках в прошлом. На другой стороне Илуса происходит ядерный взрыв, в результате чего ударная волна начинает распространяться по поверхности планеты. |            |                                         |                |                                           |                 |
| 42 | 6          | «Смещение» «Displacement»               | Джефф Вулнаф   | Холли Ламберт                             | 13 декабря 2019 |
| Алекс и Наоми сообщают Холдену о взрыве и надвигающемся землетрясении; за ним последует ударная волна, а затем цунами, которое разрушит поселение и затопит треть континента. Узнав об этом, поселенцы наконец соглашаются эвакуировать Илус; астеры делают это только после того, как Холден соглашается поручиться за их притязания на планету перед ООН и Авасаралой, что вызывает недовольство Мертри. Взрыв побуждает оборону Илуса выключить термоядерные реакторы на орбитальных кораблях. Когда Исраэль отправляет шаттл для начала эвакуации, он сжигается на полпути. Поселенцы предпочитают укрыться в соседнем строении пришельцев и начать эвакуацию припасов и людей. Ударная волна приходит ближе к концу эвакуации, убивая людей в поселении и разрушая многие строения. Холден и Окойе заканчивают эвакуацию всех в здание и закрывают временную водную преграду, прежде чем окружающая территория будет затоплена. На Марсе внутренний человек банды не может пройти через дверь безопасности во время ограбления. Бобби надевает скафандр с низким содержанием кислорода, поднимается на вышку для обслуживания и вручную отключает гидравлику двери, прежде чем потеряет сознание. Драммер и Эшфорд получают видеодоказательства присутствия Инароса на корабле астеров Пиццуза. |            |                                         |                |                                           |                 |
| 43 | 7          | «Выстрел во тьме» «A Shot in the Drak»  | Сара Хардинг   | Дэн Новак                                 | 13 декабря 2019 |
| На Илусе земляне и астеры основали отдельные лагеря в конструкции инопланетян. Все, кроме Холдена, обладающего иммунитетом, были инфицированы микроорганизмами, растущими в их глазах; Окойе определяет, что микроорганизмы вызывают слепоту. Поселенцев также начинают убивать нейротоксичные «слизни», которые растут и выползают из стен сооружения из океанов Илуса. Во время отключения термоядерного синтеза Люсия изобретает решение, чтобы «Барбапиккола» не упал с орбиты: Буксировать ее корабль к «Росинанту». После получения видеодоказательства местоположения Инароса от СВП, Авасарала приказывает группе морских пехотинцев ООН подняться на борт «Пиццузы» и захватить Инароса живым с минимальными потерями, но его не нашли; начинается перестрелка перед тем, как корабль взрывается, убивая всех на борту. |            |                                         |                |                                           |                 |
| 44 | 8          | «Одноглазый человек» «The One-Eyed Man» | Сара Хардинг   | Дэн Новак                                 | 13 декабря 2019 |
| Авасаралу осуждают за уничтожение Пиццузы. Чтобы спасти свою кампанию по переизбранию, она распространяет изображения экологических катастроф на Илусе. Драммер уходит со своей должности, расстроенная тем, что Фред Джонсон предоставил доказательства местоположения Инароса на Земле, поскольку это сыграло в схеме Инароса по разрушению Пиццузы и гибели на ней астеров. Эшфорд планирует самостоятельно выследить и убить Инароса; Драммер, уставшая от политики, отклоняет предложение Эшфорда присоединиться к нему. На Марсе, из-за того, что на предстоящей работе банды много платят и много неизвестного, Бобби посещает дом Эсаи, чтобы выразить свои опасения, но он не учитывает их, поскольку деньгм - это то, что ему нужно, чтобы сделать жизнь своей семьи лучше. Экипажи «Росинанта» и «Барбапиккола» успешно привязывают свои корабли друг к другу. В конструкции пришельцев все поселенцы теперь слепы, кроме Холдена. Не имея вариантов, Окойе проверяет оптическое стекло стекловидного тела Холдена, находит предраковые клетки и определяет, что у Холдена иммунитет из-за его противоопухолевого лекарства (которое он принимает после поглощения радиации на Эросе). Она готовит лекарство; слепые поселенцы принимают его и снова видят. Холден, наконец, снова видит Миллера, но Миллер, кажется, то глючит, то в шляпе, то без нее. |            |                                         |                |                                           |                 |
| 45 | 9          | «Столетие» «Saeculum»                   | Брек Айснер    | Дэниел Абрахам и Тай Фрэнк                | 13 декабря 2019 |
| Мертри приказывает Исраэлю запустить боевой шаттл на Росинанте. Алекс уничтожает шаттл, но образовавшиеся обломки повреждают многие двигатели Росинанта и пробивают баллон с газом, который затем сбивает Люсию в космос; Наоми связывает себя и ей удается спасти ее. Алекс использует рельсовую пушку корабля как импровизированный двигатель для поддержания орбиты. Миллер, который теперь может периодически преодолевать свое программирование протомолекул, говорит Холдену, что он нашел часть неразорвавшихся боеприпасов на Илусе (выпущенных видами, убившими создателей протомолекул), которые могут нейтрализовать технологическую сеть протомолекул Илуса. Во главе с Миллером Холден использует портал в конструкции пришельцев, чтобы отправиться в другую конструкцию на Илусе. Там они находят осколок в форме энергетического круга. Чтобы устранить Холдена, Мертри и его заместитель, Чандра Вей, используют портал, чтобы следовать за Холденом. За ними следуют Амос и Окойе. Вэй противостоит Амосу; когда ни один из них не отступает, Амос убивает Вэй, в то время как Мертри стреляет и выводит из строя Амоса. Окойе находит Холдена и раскрывает затруднительное положение Амоса, в результате чего Холден возвращается за Амосом. Намереваясь пройти через энергетический круг, Миллер интегрируется в сеть и берет под контроль оставшуюся металлическую механическую конструкцию. Холден противостоит Мёртри и, после противостояния, стреляет в него и обезоруживает его. Несмотря на атаки строения на них, Окойе помогает Миллеру достичь энергетического круга, через который они затем падают.                                    |            |                                         |                |                                           |                 |
| 46 | 10         | «Пожар Сиболы» «Cibola Burn»            | Брек Айснер    | Дэниел Абрахам & Тай Фрэнк и Нарен Шанкар | 13 декабря 2019 |
| После самопожертвования Миллера сеть нейтрализуется, прекращая отключение термоядерного синтеза. Мертри и Амос выздоравливают на борту «Росинанта». Поселенцы на Илусе решают остаться, планируя вместе восстановить поселение и продолжить исследования. Мертри и Люсия должны предстать перед судом за свои преступления, но Холден освобождает Люсию, сообщая, что она погибла во время нападения Исраэля на «Росинант». Пока Израиль остается на орбите, «Росинант» и «Барбапиккола» возвращаются в Солнечную систему. Экипаж «Росинанта» удаляет небольшой кусочек протомолекулы, всё ещё находящийся на их корабле (о котором Миллер сообщил Холдену), и запускает его в солнце Илуса. Гао побеждает на выборах. На Марсе, незадолго до начала работы банды, Бобби замечает, но не может предотвратить засаду, в которой погибают Эсайя и большинство других членов. В сообщении для Авасаралы она сообщает ей о марсианах, торгующих оружием с помощью астеров, и принимает её предложение о работе. Эшфорд сам узнаёт о торговле людьми, прежде чем найти Инароса и сесть на его корабль. После перестрелки между их командами Эшфорд загоняет Инароса в угол, но попадает в засаду Филиппа, правой руки и сына Марко Инароса от Наоми. Эшфорд тайно записывает свой разговор с Инаросом и обеспечивает его передачу, прежде чем Инарос выкинет его в открытый космос на верную смерть. Инарос запускает астероиды, замаскированные марсианской стелс-технологией, вдоль векторов к слепым зонам защиты от астероидов Земли, чтобы предотвратить обнаружение астероидов; на его тактическом дисплее восемь траекторий последовательно пересекают орбиту Земли. |            |                                         |                |                                           |                 |

### Сезон 5 (2020-2021)
| № общий | № в сезоне | Название                        | Режиссёр       | Автор сценария                          | Дата премьеры   |
| --- | ---------- | ------------------------------- | -------------- | --------------------------------------- | --------------- |
| 47 | 1          | «Исход» «Exodus»                | Брек Айснер    | Нарен Шанкар                            | 16 декабря 2020 |
| Фракция астроидян атакует научное судно возле Венеры, убивая всех на борту. Росинант находится в Тихо для долгосрочного ремонта. Наоми узнает, что ее сын находится на астероиде Паллада, и планирует отправиться туда в одиночку. Моника Стюарт связалась с Холденом по поводу исследования протомолекулы, о котором она слышала. Амос отправляется на Землю, чтобы расследовать смерть старого друга, а Алекс направляется на Марс, чтобы попытаться загладить свою вину перед своей семьей. Бобби работает с Авасаралой, чтобы расследовать незаконный оборот марсианского оружия. |            |                                 |                |                                         |                 |
| 48 | 2          | «Жернова» «Churn»               | Брек Айснер    | Дэниэл Френк & Тай Френк                | 16 декабря 2020 |
| Драммер с большим раскаянием случайно обнаруживает останки корабля Клаяса Эшфорда. Амос возвращается на Землю за своей недавно умершей приемной матерью Лидией и обнаруживает, что ее парень Чарльз будет выселен из ее дома. Амос противостоит криминальному боссу Эрику, чтобы обезопасить жилье Чарльза, и планирует встретиться кое с кем, прежде чем навсегда покинуть свою родную планету. На станции Тихо Холден получает сообщение от Моники, репортера, которая утверждает, что у нее есть доказательства заговора по краже протомолекулы, но позже обнаруживает, что она пропала. В конце концов он спасает почти мертвую Монику из грузового контейнера на Тихо. На Марсе Бобби сообщает Алексу, что с помощью Авасаралы она расследует торговлю марсианским оружием. Алекс не может подойти к адмиралу Советеру, возможному торговцу людьми, но оказывается на свидании с харизматичной личной помощницей Советера лейтенантом Бэббидж. Опасения Авасаралы по поводу нападения Инароса на Землю до сих пор остаются без внимания. |            |                                 |                |                                         |                 |
| 49 | 3          | «Мать» «Mother»                 | Томас Джейн    | Дэн Новак                               | 16 декабря 2020 |
| Драммер находит брошенный корабль Эшфорда, подтверждая его смерть. Она извлекает запись, в которой Марко Инарос описывает свой план по преследованию целей, больших, чем Тихо или Церера, и отправляет ее Фреду, который затем пересылает ее Авасарале. Драммер в конце концов решает не преследовать Инароса. Наоми отправляется на станцию Паллада, где снова встречается со старыми астерскими друзьями Цином и Каралом. В конце концов она встречает Филиппа, который сердится на нее, и они берут Наоми в плен. На Марсе встреча Алекса и Бэббидж безрезультатна. Позже на Алекса нападают двое, но его спасает Бобби. На Тихо Моника показывает Холдену и Фреду видео боя, произошедшего на Церере, в котором можно опознать Кортасара. Сакаи, главный инженер Тихо, устанавливает личности людей, которые купили транспортный контейнер, в котором была обнаружена Моника, но их находят уже убитыми. Булл, начальник службы безопасности, приходит к выводу, что на Тихо действует шпион, работающий на Марко Инароса. Первый из астероидов-невидимок Инароса сталкивается с Землёй. |            |                                 |                |                                         |                 |
| 50 | 4          | «Гавгамелы» «Gaugamela»         | Ник Гомес      | Дэн Новак                               | 23 декабря 2020 |
| Алекс и Бобби садятся на «Рейзорбек», теперь называемую «Кричащий Огненный Ястреб», и следуют за группой марсианских кораблей, которые они подозревают в торговле оружием. Амос навещает Клариссу в подземной тюрьме строгого режима; в этот момент падает второй астероид, блокируя их в камере. Авасарала связывается с Нэнси Гао, предупреждая её о скрытых астероидах. Гао приказывает повторно запросить спутники Сторожевой Башни для обнаружения дальнейших астероидов буквально перед тем, как третий астероид падает рядом с её самолетом, уничтожив его. Её приказ всё же исполнен, благодаря чему следующий астероид обнаружен и нейтрализован. На Тихо корабль, идущий за контейнером с Моникой, атакует станцию. Выясняется, что предателем была Сакаи, она убивает Фреда Джонсона и помогает украсть образец протомолекулы, хранящийся на станции. Филипп отвозит Наоми на корабль Марко, там её запирают в каюте. Марко, теперь владеющий протомолекулой, транслирует речь, в которой заявляет о своей ответственности за атаки астероидов-невидимок и объявляет свой Свободный флот правящей силой Солнечной системы, а также всех кольцевых ворот. |            |                                 |                |                                         |                 |
| 51 | 5          | «Безнадежность» «Down and Out»  | Джефф Вулноф   | Мэттью Расмуссен                        | 30 декабря 2020 |
| Драммер получает предложение Инароса о встрече, которое она и её команда принимают. После второго удара астероида Амос и Кларисса заперты в подземной камере в тюрьме. Вместе с тремя охранниками и ещё одним модифицированным заключённым они смогли взломать закрытую служебную лестницу в лифте и подняться на выжженную поверхность. Наоми удерживают на корабле Марко, где она делает скрытую, но тщетную попытку убить Марко Инароса. Она замечает, что ремонт «Росинанта» был саботирован, и ей удаётся отправить сообщение Холдену, который успевает остановить запуск двигателей корабля как раз вовремя. Преследуя марсианский корабль «Баркит», Алекс и Бобби становятся свидетелями его встречи с астерами, но позже их замечают и им приходится уходить на полном ускорении и избавиться от запущенной в них торпеды с помощью сброса ядра двигателя. |            |                                 |                |                                         |                 |
| 52 | 6          | «Кланы» «Tribes»                | Джефф Вулноф   | Холли Ламберт                           | 6 января 2021   |
| Холден запускает «Росинант», убедившись, что его программное обеспечение исправно. ООН находится в глубоком кризисе без прежнего руководства, новый Главный секретарь организации встречается с Авасаралой и просит её поддержки. Бобби и Алекс используют некоторые уловки, чтобы победить абордажную группу астеров и спасти свой корабль. Клан Драммер встречается с Марко. После напряжённого обсуждения они неохотно присоединяются к Свободному флоту. Во время разговора с Филипом Драммер рассказывает о Наоми и её роли на борту «Бегемота». Филип спрашивает Наоми о подробностях, в то время как Марко наблюдает за системой наблюдения. Амос и Кларисса избегают правительственных пунктов помощи, чтобы самостоятельно спланировать путь в Балтимор. Амос говорит Клариссе, что ему нужно вернуться в команду. |            |                                 |                |                                         |                 |
| 53 | 7          | «Прощание» «Oyedeng»            | Марисоль Адлер | Дэн Новак                               | 13 января 2021  |
| Наоми и Филип рассказывают о своем прошлом и будущем. Наоми пытается предупредить своего сына, что Марко - оппортунист, и излагает свою версию того, что он бросил своего отца. Син также признается Наоми, что помог Марко спрятать от нее их сына. Холден объединяет усилия с Бобби и Алексом, чтобы выследить корабль "Змея" и спасти Наоми. В ходе их расследования Алекс обнаруживает, что марсиане продают корабли Свободному флоту Марко. Холден, Булл и Моника выслеживают Змею и выводят ее из строя после перестрелки. Однако команда Пояса уничтожает "Змею" до того, как Холден и его команда смогут исследовать корабль. Стремясь выслужиться перед Филиппом, Марко убеждает своего сына одолжить свой личный корабль Четземока для заговора с целью заманить Росинанта в ловушку, назначив его своим преемником. Марко раскрывает этот заговор Наоми, которая сбегает из воздушного шлюза на борту заброшенного Четземоки, сделав себе инъекцию крови с повышенным содержанием кислорода. Син пытается остановить ее, но погибает. |            |                                 |                |                                         |                 |
| 54 | 8          | «Глубокий вакуум» «Hard Vacuum» | Марисоль Адлер | Дэн Новак                               | 20 января 2021  |
| Авасарала создаёт раскол в Совете ООН. Драммер чувствует, как давление растёт со всех сторон. «Рейзорбек» получает неожиданное сообщение. |            |                                 |                |                                         |                 |
| 55 | 9          | «Виннипесоки» «Winnipesaukee»   | Брэк Эйснер    | Дэниэл Френк & Тай Френк и Нарен Шанкар | 27 января 2021  |
| Амос, Кларисса, Эрик и остальная часть их группы достигают озера Виннипесоки, пытаясь захватить суборбитальный шаттл. Когда они готовят шаттл к отправлению, Кларисса убеждает его позволить некоторым сотрудникам ныне заброшенных особняков присоединиться к ним, чтобы избежать недавней катастрофы. Авасарала узнает, что станция Паллада подверглась нападению со стороны земных сил, и ведет массовую отставку из кабинета, в результате чего действующий Генеральный секретарь уходит в отставку. Позже она принимает предложение вернуться на эту должность. Драммер узнает, что Наоми все еще жива на борту «Четземока», но бессильна ей помочь, поскольку Инарос приказывает ей возглавить ударную группу, чтобы уничтожить ее друзей на «Росинанте». Марко снова манипулирует Филипом, чтобы его мать выжила. Алекс и Бобби понимают, что они ближе к «Четземоке», чем Холден, и меняют курс «Рейзорбека». На Земле частная охрана устраивает засаду на группу Амоса в вечерней темноте, но после ожесточённой перестрелки они успешно взлетают, направляясь к Луне. |            |                                 |                |                                         |                 |
| 56 | 10         | «Игры Немезиды» «Nemesis Games» | Брэк Эйснер    | Дэниэл Френк & Тай Френк и Нарен Шанкар | 3 февраля 2021  |
| Когда Росинант оказывается в окружении кораблей Свободного флота, Драммер движется против Карала, чтобы спасти его от разрушения; некоторые члены её команды уходят в знак протеста, и Инарос казнит помощника Драммер в отместку. На «Четземоке» Наоми ломает клапан давления, заставляя корабль вращаться, чтобы предотвратить стыковку. Пока Алекс всё равно пытается состыковаться на «Рейзорбеке», Наоми выпрыгивает с «Четземоки» в своём костюме и пытается их предупредить; Бобби спасает Наоми до того, как её жизнеобеспечение перестает работать, но во время встречи Алекс умирает от инсульта. Экипаж Росинанта воссоединяется на Луне, где Амос обманом заставляет Холдена дать Клариссе безопасное убежище, а Бобби присоединяется к недавно избранной команде Авасаралы, поскольку Крисьен сигнализирует, что она намерена использовать команду Росинанта как образец для подражания для победы в войне против Инароса. Корабли Свободного флота при поддержке станции Медина и марсианских боевых кораблей, ранее считавшихся пропавшими без вести, атакуют и уничтожают гарнизон Земли на Кольце. Когда корабль Марсианского флота «Баркит» проходит через вторые ворота на пути к Лаконии, миру за пределами одних из ворот, сущности, которые уничтожили Строителей Кольца, начинают пробуждаться и пожирать корабль, в то время как инопланетная надстройка, вращающаяся вокруг Лаконии, внезапно расцветает с протомолекулой. |            |                                 |                |                                         |                 |

### Сезон 6 (2021-2022)
| № общий | № в сезоне | Название                             | Режиссёр     | Автор сценария                           | Дата премьеры   |
| --- | ---------- | ------------------------------------ | ------------ | ---------------------------------------- | --------------- |
| 57 | 1          | «Странные псы» «Strange Dogs»        | Брек Айснер  | Нарен Шанкар                             | 10 декабря 2021 |
| В инопланетном мире Лаконии молодая девушка по имени Кара изучает местную фауну и встречает инопланетных существ, которых она называет «собаками». После того, как инопланетная птица-аналог упала и получила травму, Кара забирает ее в поисках помощи. На Земле Авасарала и Бобби сталкиваются с экологическим коллапсом, вызванным продолжающейся астероидной бомбардировкой Свободного флота, которая сковывает земной флот, выполняя оборонительную роль. В Поясе «Росинант» выполняет разведывательную миссию. Уничтожив корабль Свободного Флота, команда (Холден, Наоми, Амос и Кларисса) обнаруживает доказательства того, что корабль под названием «Лазурный Дракон» координирует удары по астероидам. На Церере Марко объявляет планетоид столицей Пояса, вызывая широкую похвалу и признание. Тем временем Филип изо всех сил пытается принять как свое место сына своего отца, так и свою роль в убийстве миллионов людей на Земле. В ожесточенной ссоре он стреляет и убивает своего друга Йоана. В другом месте Пояса семья членов экипажа Барабанщика (Барабанщик, Мичио и Хосеп) на борту «Тинана» уничтожает преследующий их корабль охотников за головами Свободного флота. При этом они теряют свой второй корабль «Девалт» из-за ошибки Мичио. Барабанщик и Хосеп решают оставить Мичио в безопасной гавани, пока конфликт не закончится. |            |                                      |              |                                          |                 |
| 58 | 2          | «Лазурный дракон» «Azure Dragon»     | Джефф Вулноф | Дэниел Абрахам и Тай Фрэнк               | 17 декабря 2021 |
| В Лаконии Кара показывает родителям умирающую инопланетную птицу и узнает, что она была убита человеческой пищей, которую она ей дала. Она пытается позаботиться о детенышах, используя дрон-вертолет, но случайно разбивает его. «Странная собака» крадет труп птицы. В Поясе «Росинант» встречается с тендером УНН; они берут на себя припасы и Бобби Дрейпер, которую Авасарала послала контролировать удар по Лазурному Дракону. После короткой стычки «Росинант» захватывает «Дракона» и его ядро данных с указанием местонахождения всех астероидов, нацеленных на Землю. В другом месте Пояса Барабанщик и ее команда встречаются с Ляном Уокером, пиратом, слабо связанным со Свободным флотом, который уведет Мичио в безопасное место. Во время разговора Барабанщик и Уокер понимают, что у них совпадают интересы в нанесении вреда Марко, и начинают вместе планировать свое пиратство. На канале UNN «Зенобия» Авасарала просит Монику Стюарт использовать свои журналистские таланты, чтобы вызвать симпатию к Земле среди жителей Пояса. На Церере Марко освобождает Филипа из тюрьмы. Чувствуя себя виноватым, Филип устраивает компенсацию семье Йоана. Марко получает известие о поимке Лазурного Дракона и готовится к приходу флота Внутренних на Цереру.                                                                                  |            |                                      |              |                                          |                 |
| 59 | 3          | «Проекция силы» «Force Projection»   | Джефф Вулнаф | Дэн Новак                                | 24 декабря 2021 |
| В Лаконии Кара обнаруживает, что дрон и птицу «починила» странная собака. Вернувшись домой, она обнаруживает, что ее младший брат Ксан погиб в результате несчастного случая. Объединенный флот Земли и Марса без сопротивления входит на Цереру, обнаружив, что она заброшена и лишена ресурсов Свободным Флотом. Пока морские пехотинцы UNN и MCRN координируют усилия по оказанию помощи, в доках происходит сильный взрыв. По пути на Цереру команда «Росинанта» обсуждает свои личные проблемы. Наоми помогает Холдену расследовать исчезновения кораблей во время прохождения кольца. На «Пелле» Филип противостоит Марко за то, что тот бросил Цереру, поскольку они начинают терять поддержку среди Поясников. Когда они обнаруживают «Росинант», Марко решает атаковать его тремя своими кораблями. Во время боя «Росинант» выводит из строя два корабля; затем Бобби обманывает «Пеллу» и отключает ее привод. После того, как Марко отказывается сдаться, Бобби запускает ядерную торпеду, чтобы прикончить «Пеллу», но Холден обезоруживает ее, когда видит Филипа на экране; «Пелла» уходит. Филип и Марко обвиняют друг друга в неудаче; Марко освобождает Филипа от обязанностей. В другом месте Пояса Барабанщик и Уокер планируют атаковать склады снабжения Марко, и к ним присоединяются новые силы.                                         |            |                                      |              |                                          |                 |
| 60 | 4          | «Редут» «Redoubt»                    | Аня Адамс    | Дэн Новак                                | 31 декабря 2021 |
| На похоронах Ксана адмирал Дуарте, лидер поселения Лакония, утешает Кару разговором о жертвоприношении. Паоло Кортасар сообщает Дуарте, что нашел способ активировать структуру протомолекулы на орбите. Ночью Кара крадет тело Ксана и уходит в лес. На Церере Поясники протестуют против присутствия Внутренних, в то время как Объединенный флот разбирается с последствиями взрыва. На «Росинанте» Холден сталкивается с Амосом и Наоми, когда они узнают, что он обезвредил торпеду, которая не смогла убить «Пеллу». Однако Кларисса советует ему «не расстраиваться из-за того, что кого-то не убил». На «Пелле» Марко наказывает офицеров за их потери в бою; его исполнительный директор Розенфельд успокаивает его и пытается помирить с Филипом. Филипу поручено помогать Тадео, технику по ремонту. Команда Драммера берет под свой контроль склад снабжения Свободного флота, но Хозеп при этом теряет руку. Барабанщик выпускает общесистемную передачу, в которой называет Марко Инароса трусом. Когда команда «Пеллы» видит сообщение Барабанщика, Филип громко заявляет, что Барабанщик — их враг, и они должны сражаться со всеми, кто выступит против них, поскольку «пути назад теперь нет». |            |                                      |              |                                          |                 |
| 61 | 5          | «Почему мы сражаемся» «Why We Fight» | Аня Адамс    | Дэниел Абрахам и Тай Франк               | 7 января 2021   |
| В Лаконии Кара вызывает странных собак, чтобы они починили Ксана. Проведя ночь в лесу, она находит Ксана живым, но с черными как смоль глазами; Ксан говорит, что теперь для него «все выглядит по-другому». На Кольце ударная группа MCRN атакует станцию Медина, но уничтожается тяжелыми лаконскими рельсотронами, которые Свободный Флот разместил на самой Кольцевой станции. На Церере объединенные силы Марса и Земли не могут договориться о том, как реагировать. На «Пелле» экипаж празднует победу. После того, как Тадео узнает, что его брат погиб во время взрыва на Церере, он признается Филиппу, что был одним из тех, кто заложил бомбы. «Росинант» находится на Церере для ремонта. Расстроенный решением Холдена в битве с Пеллой, Амос не уверен, хочет ли он продолжать сражаться вместе с ним; Бобби убеждает его остаться со своей командой. Доктор Элви Окойе делится с Холденом и Наоми своими мыслями об исчезновениях у кольцевых ворот. Барабанщик прибывает на Цереру с ресурсами со склада Марко. В эмоциональной встрече Наоми убеждает Барабанщика встретиться с Авасаралой. Барабанщик и Авасарала заключают союз против Марко. |            |                                      |              |                                          |                 |
| 62 | 6          | «Пепел Вавилона» «Babylon's Ashes»   | Брейк Эйснер | Дэниел Абрахам, Тай Франк и Нарен Шанкар | 14 января 2021  |
| В Лаконии родители Кары в ужасе от реанимированного Ксана, и отец нападает на него; Кара и Ксан убегают в лес. Объединенные флоты Земли, Марса и поясов Барабанщика перехватывают силы Свободного Флота, направляющиеся к Кольцу, в кровавой, но безрезультатной битве. Замаскированная «Пелла» наносит значительные потери кораблям Поясников. Уокер жертвует собой, тараня свой корабль в Пеллу, значительно повредив ее. Тем временем Холден и команда отправляют команду на поверхность Кольцевой станции, чтобы захватить ее рельсотроны, но вместо этого вынуждены их уничтожить. Наоми возглавляет план по пробуждению сущностей внутри Кольца в тот момент, когда Свободный Флот достигнет его. Сущности поглощают Марко и Свободный Флот, когда они пытаются пройти; Филип, однако, выживает, поскольку, разочаровавшись в Марко, тайно покинул «Пеллу» на ялике. После победы над Свободным флотом лидеры Земли, Марса и Пояса формируют независимый Транспортный Союз, выбирая Холдена своим президентом. Он соглашается при условии, что Драммер станет его вице-президентом, а затем немедленно уходит в отставку, оставив Драммера главным. Сериал заканчивается тем, что «Росинант» и его команда летят в неизвестность. |            |                                      |              |                                          |                 |